# NGC 6784A
NGC 6784 est une paire de galaxies lenticulaires située dans la constellation du Paon. Cette paire est constituée des galaxies PGC 63209 au sud-ouest et de PGC 63210 au nord-est. Cette paire a été découverte par l'astronome britannique John Herschel en 1835.
C'est PGC 63210 qui est décrit dans cet article. On doit utiliser la requête NGC 6784A sur la base de données NASA/IPAC pour obtenir les informations de cette galaxie. La requête NGC 6784B permet d'obtenir les données de l'autre galaxie. 
La vitesse de NGC 6784A par rapport au fond diffus cosmologique est de 5 287 ± 3 km/s, ce qui correspond à une distance de Hubble de 78,0 ± 5,5 Mpc (∼254 millions d'al). 
Ces deux galaxies sont si semblables qu'il est impossible d'identifier exactement celle que Herschel a observée. Ses notes ne sont pas suffisamment précices pour faire un choix. Il se pourrait même que ce soit les deux qui semblaient ne former qu'une galaxie.